# Premierzy Kazachstanu
Premier Republiki Kazachstanu jest szefem rządu Republiki Kazachstanu, stoi na czele jednego z organów władzy wykonawczej. Premier wraz z całym gabinetem jest powoływany i odwoływany przez prezydenta.
Karim Masimow piastował tę funkcję najdłużej w historii, był także jedynym premierem, który po złożeniu dymisji powrócił do pełnienia funkcji szefa rządu. Najmłodszym premierem w dniu obejmowania urzędu był Siergiej Tierieszczenko (40 lat 198 dni), najstarszym Seryk Achmetow (54 lata 91 dni).

## Lista Premierów Kazachstanu

### Ałasz Orda(1917–1920)
| # | Imię i Nazwisko               | Portret | Kadencja        | Kadencja     | Partia polityczna | Partia polityczna |
| # | Imię i Nazwisko               | Portret | Od              | Do           | Partia polityczna | Partia polityczna |
| - | ----------------------------- | ------- | --------------- | ------------ | ----------------- | ----------------- |
| 1 | Älichan Bökejchan (1866–1937) |         | 13 grudnia 1917 | 5 marca 1920 |                   | Ałasz             |

### Republika Kazachstanu (1991–)
| #   | Imię i Nazwisko                           | Portret | Kadencja             | Kadencja             | Partia polityczna | Partia polityczna                    |
| #   | Imię i Nazwisko                           | Portret | Od                   | Do                   | Partia polityczna | Partia polityczna                    |
| --- | ----------------------------------------- | ------- | -------------------- | -------------------- | ----------------- | ------------------------------------ |
| 1   | Siergiej Tierieszczenko (1951–2023)       |         | 14 października 1991 | 12 października 1994 |                   | bezpartyjny                          |
| 2   | Äkeżan Każygeldin (ur. 1952)              |         | 12 października 1994 | 10 października 1997 |                   | Związek Jedności Ludowej Kazachstanu |
| 3   | Nurłan Bałgymbajew (1947–2015)            |         | 10 października 1997 | 1 października 1999  |                   | Związek Jedności Ludowej Kazachstanu |
| 4   | Kasym-Żomart Tokajew (ur. 1953)           |         | 1 października 1999  | 28 stycznia 2002     |                   | Otan                                 |
| 5   | Imangali Tasmagambetow (ur. 1956)         |         | 28 stycznia 2002     | 13 czerwca 2003      |                   | Otan                                 |
| 6   | Daniał Achmetow (ur. 1954)                |         | 13 czerwca 2003      | 9 stycznia 2007      |                   | Otan / Nur Otan                      |
| 7   | Karim Masimow (ur. 1965)                  |         | 10 stycznia 2007     | 24 września 2012     |                   | Nur Otan                             |
| 8   | Seryk Achmetow (ur. 1958)                 |         | 24 września 2012     | 2 kwietnia 2014      |                   | Nur Otan                             |
| (7) | Karim Masimow (ur. 1965)                  |         | 2 kwietnia 2014      | 8 września 2016      |                   | Nur Otan                             |
| 9   | Bakytżan Sagintajew (ur. 1963)            |         | 8 września 2016      | 21 lutego 2019       |                   | Nur Otan                             |
| 10  | Askar Mamin (ur. 1965)                    |         | 21 lutego 2019       | 5 stycznia 2022      |                   | Nur Otan                             |
| 11  | Alichan Smaiłow (ur. 1972)                |         | 5 stycznia 2022      | 5 lutego 2024        |                   | Nur Otan / Amanat                    |
| —   | Roman Sklar (ur. 1971) pełniący obowiązki |         | 5 lutego 2024        | 6 lutego 2024        |                   | Amanat                               |
| 12  | Ołżas Biektienow (ur. 1980)               |         | 6 lutego 2024        | nadal                |                   | Amanat                               |